# منطقه کوالا ترنگانو
منطقه کوالا ترنگانو (به انگلیسی: Kuala Terengganu District) یک منطقه در ایالت ترنگانو، مالزی است. مساحت این منطقه ۲۱۰٫۲۱ کیلومتر مربع است و در سرشماری سال ۲۰۱۰، جمعیت آن ۳۴۳٬۲۸۴ نفر بود. مرکز این منطقه، کوالا ترنگانو است.